# Diocesi di Marazane
La diocesi di Marazane (in latino Dioecesis Marazanensis) è una sede soppressa e sede titolare della Chiesa cattolica.

## Storia
Marazane, forse identificabile con Henchir-Guenmara nell'odierna Tunisia, è un'antica sede episcopale della provincia romana di Bizacena.
Sono quattro i vescovi documentati di Marazane. Felice intervenne al concilio di Cartagine convocato il 1º settembre 256 da san Cipriano per discutere della questione relativa alla validità del battesimo amministrato dagli eretici, e figura al 46º posto nelle Sententiae episcoporum.  Alla conferenza di Cartagine del 411, che vide riuniti assieme i vescovi cattolici e donatisti dell'Africa romana, fu presente il cattolico Eunomio; il vescovo donatista, deceduto, era dovuto fuggire e il suo successore, Habetdeum, pose la sua sede ad Aurusuliana, a pochi chilometri da Marazane. Eunomio prese parte anche al concilio della Bizacena celebrato il 24 febbraio 418.
Vindiciano figura al 49º posto nella lista dei vescovi della Bizacena convocati a Cartagine dal re vandalo Unerico nel 484; Vindiciano, come tutti gli altri vescovi cattolici africani, fu condannato all'esilio. Questo vescovo potrebbe essere identificato con un omonimo, documentato in altre occasioni all'inizio del VI secolo fino al 523.
Ultimo vescovo conosciuto di Marazane è Saturnino, che sottoscrisse la lettera sinodale dei vescovi della Bizacena riuniti in concilio nel 646 per condannare il monotelismo e indirizzata all'imperatore Costante II.
Dal 1933 Marazane è annoverata tra le sedi vescovili titolari della Chiesa cattolica; dal 3 aprile 2020 il vescovo titolare è Krzysztof Chudzio, vescovo ausiliare di Przemyśl.

## Cronotassi

### Vescovi
- Felice † (menzionato nel 256)
- Eunomio † (prima del 411 - dopo il 418)
- Vindiciano † (prima del 484 - dopo il 523 ?)
- Saturnino † (menzionato nel 646)

### Vescovi titolari
- George Henry Guilfoyle † (17 ottobre 1964 - 2 gennaio 1968 nominato vescovo di Camden)
- Isidor Markus Emanuel † (10 febbraio 1968 - 30 novembre 1970 dimesso)
- Juan María Uriarte Goiricelaya † (17 settembre 1976 - 17 ottobre 1991 nominato vescovo di Zamora)
- Henry Joseph Mansell (24 novembre 1992 - 18 aprile 1995 nominato vescovo di Buffalo)
- David Dias Pimentel † (11 dicembre 1996 - 7 febbraio 2001 nominato vescovo di São João da Boa Vista)
- Plínio José Luz da Silva (13 giugno 2001 - 26 novembre 2003 nominato vescovo di Picos)
- György Udvardy (24 gennaio 2004 - 9 aprile 2011 nominato vescovo di Pécs)
- Alberto Rojas (13 giugno 2011 - 2 dicembre 2019 nominato vescovo coadiutore di San Bernardino)
- Krzysztof Chudzio, dal 3 aprile 2020